# Wapen van Landerd

Wapen van de gemeente Landerd

Het wapen van Landerd  werd op 4 oktober 1994 aan de Noord-Brabantse gemeente Landerd toegekend. Deze gemeente was in 1994 ontstaan door samenvoeging van de gemeenten Zeeland en Schaijk.

## Geschiedenis
In plaats van de wapens van de oude gemeente, werd bij het ontwerp als uitgangspunt de naam van de nieuwe gemeente genomen. De keper symboliseert die: Landerd komt van landweer, een dijk ter bescherming tegen het water of een vijand. Deze liep door het moeilijk toegankelijke gebied van de Gaalse Heide ongeveer op de grens van Schaijk en Reek. De kleur groen symboliseert de natuurlijke begroeiing op de dijk. De andere kleuren zijn afkomstig uit het wapen van het Land van Herpen, een voormalige heerlijkheid waarin een groot deel van de gemeente ligt. Uit dit wapen zijn ook de twee merletten afkomstig. De drie stukken staan voor de drie dorpen Schaijk, Zeeland en Reek. Er is gekozen voor een heidebloem vanwege het heidelandschap in de streek. De HRvA vond dit geen herkenbaar symbool en had liever een heidetak in het wapen gezien, maar ging uiteindelijk akkoord op voorwaarde dat de bloem in de beschrijving als vierbladig zou worden omschreven.

## Beschrijving
De beschrijving van het wapen van Landerd luidt:
In zilver een verkorte keper van sinopel, vergezeld boven van twee merletten en beneden van een vierbladige bloem, alles van keel. Het schild gedekt met een gouden kroon van drie bladeren en twee parels
N.B.:
- De heraldische kleuren zijn zilver (wit), sinopel (groen), keel (rood) en goud (geel).

## Verwant wapen
Het wapen van het land van Herpen, waaruit de merletten komen, is op zich weer afgeleid van het familiewapen van het geslacht Van Cuijk.

Wapen van het Land van Herpen